# Yo Hitoto
Yō Hitoto (一青窈 Hitoto Yō, 20 september 1976) is een populaire Japans-Taiwanese zangeres. Yo Hitoto is een kind van een Japanse moeder en een Taiwanese vader. Haar eerste levensjaren woonde Hitoto Yō in Taiwan, maar ze verhuisde na de kleuterschool naar Japan.
Yo Hitoto staat bekend om haar relatief unieke stijl, die wat rocky aandoet. Het merendeel van haar liedjes is in het Japans, maar ze zingt ook in het Mandarijns Chinees.